# Церква (геральдика)
Церква — гербова фігура, як негеральдична фігура, представлена в геральдиці у двох формах.

## Опис
В одному випадку будинок прибудований на висоті до стилізованої вежі, часто в стилі дзвіниці, або розміщений за нею. Другий варіант — просторове зображення церковної споруди в гербі. Її чітка асоціація з будівлею церкви досягається хрестом на вежі.
Забарвлення дуже варіативне. Покрівля часто забарвлюється в інший колір, що також має бути зазначено в описі. Вікна та двері зазвичай тільки чорного кольору, тобто геральдично не експоновані. Як основу вибирають гору (Гора) або зелену зону (луг). Також будівлю можна вільно розташувати посередині герба. Позиція вежі ліворуч або праворуч повинна бути прикрашена емблемою.
Можлива дуже велика різноманітність гербів. Причину створення герба часто можна знайти в історії носія герба або в тому, що він був чи є видатною будівлею в громаді, чи місті. Прикладом може слугувати зображення собору на гербі Шпаєра.
Геральдичне зображення церкви без вежі оформлено у вигляді каплиці. Однак важливо мати відповідну вежу на даху.

## Значення
Церква в геральдиці може мати різні символічні значення, які залежать від контексту та традицій конкретного герба. Церковна будівля у геральдиці може символізувати:
- Християнськість та релігійні цінності. Вона може вказувати на поширення християнства в конкретній області.
- Архітектурний елемент. Церковна будівля як окрема архітектурна споруда може бути використана у гербах або емблемах для презентації реальної пам'ятки, підкреслюючи культурні або історичні особливості місцевості.
- Символ традицій та культурного розвитку. Церковна будівля може вказувати на важливість певних архітектурних традицій та культурного розвитку в певній області.

U+26EA ⛪ CHURCH (HTML &#9962;)

## Галерея

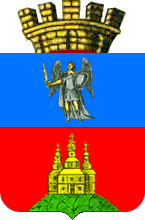
Герб Василькова, Київська область, Україна. У нижній частині видно червоне поле з золотою церквою.
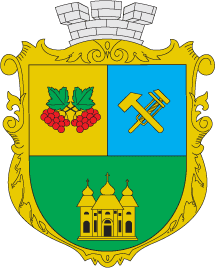
Герб Калинівки, Київська область, Україна.
Герб муніципалітету Кірхберг-ан-дер-Мурр
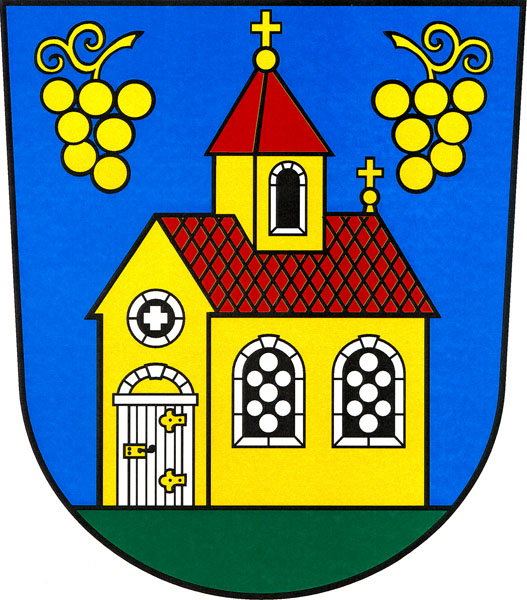
Герб із каплицею
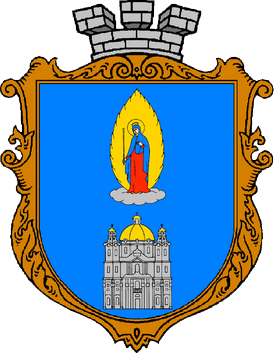
Герб Почаєва
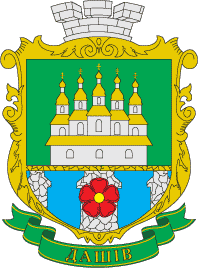
Герб Дашева
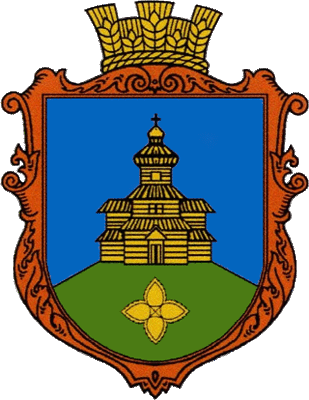
Герб Плоски
Прапор Білої Церкви